# Vègre
Die Vègre ist ein Fluss in Frankreich, der im Département Sarthe, in der Region Pays de la Loire verläuft. Sie entspringt im äußersten Süden des Regionalen Naturparks Normandie-Maine, im Gemeindegebiet von Rouessé-Vassé, entwässert generell in südlicher Richtung und mündet nach rund 85 Kilometern im Gemeindegebiet von Avoise als linker Nebenfluss in die Sarthe.

## Orte am Fluss
- Rouessé-Vassé
- Tennie
- Bernay-en-Champagne
- Ruillé-en-Champagne
- Loué
- Brûlon
- Poillé-sur-Vègre
- Fontenay-sur-Vègre
- Asnières-sur-Vègre
- Avoise